# Gisela Richter
Gisela Marie Augusta Richter (Londres, 14 de agosto de 1882 – Roma, 24 de dezembro de 1972) foi uma arqueóloga clássica inglesa, que trabalhou durante mais de 40 anos no Metropolitan Museum of Art em Nova Iorque.

## Publicações selecionadas
- Greek, Etruscan and Roman Bronzes, Gilliss Press, 1915.
- Catalogue of Engraved Gems of the Classical Style, Metropolitan Museum of Art, 1920.
- Handbook of the Classical Collection, Metropolitan Museum of Art, 1922.
- The Craft of Athenian Pottery, Yale University Press, 1923.
- Lectures by Edith R. Abbot and Gisela M.A. Richter for students in New York universities, members of the museum and others, Metropolitan Museum of Art, 1934
- Ancient furniture, Clarendon Press, 1926.
- Animals in Greek Sculpture: A Survey, Oxford University Press, 1930.
- Red-Figured Athenian Vases in the Metropolitan Museum of Art, Volume 1 (Text) and 2 (Plates), Yale University Press, 1936.
- Etruscan terracotta warriors in the Metropolitan Museum of Art with a report on structure and technique by Charles Fergus Binns. Metropolitan Museum of Art, 1937.
- Augustan art : an exhibition commemorating the bimillennium of the birth of Augustus, New York, January 4, 1939, through February 19, by Gisela Richter and Christine Alexander. Metropolitan Museum of art, 1939.
- Handbook of the Etruscan Collection, Metropolitan Museum of Art, 1940.
- Ancient Gems from the Evans and Beatty Collections, Metropolitan Museum of Art, 1942.
- Archaic Attic Gravestones, Harvard University Press, 1944.
- Greek Painting : The Development of Pictorial Representation from Archaic to Graeco-Roman Times, Metropolitan Museum of Art, 1944.
- A Brief Guide to the Greek Collection, Metropolitan Museum of Art, New York, N.Y., 1947.
- Roman Portraits, Metropolitan Museum of Art, 1948.
- Archaic Greek Art against Its Historical Background, Oxford University Press, 1949.
- Three Critical Periods in Greek Sculpture, Oxford University Press, 1952.
- Attic Black-Figured Kylikes, Harvard University Press, 1953.
- Handbook of the Greek Collection, Harvard University Press, 1953.
- Catalogue of Greek Sculptures, Metropolitan Museum of Art, Harvard University Press, 1954.
- Ancient Italy, University of Michigan Press, 1955.
- Catalogue of Greek and Roman Antiquities in the Dumbarton Oaks Collection, Harvard University Press, 1956.
- Attic Red-Figured Vases, Yale University Press, 1946, revised edition, 1958.
- The Archaic Gravestones of Attica, Phaidon, 1961.
- Greek Portraits, Latomus, Volume I, 1955, Volume II, 1959, Volume III, 1960, Volume IV, 1962, Volume V, 1964.
- The Furniture of the Greeks, Etruscans, and Romans, Phaidon, 1966.
- Korai: Archaic Greek Maidens, Phaidon, 1968.
- A Handbook of Greek Art, Phaidon, 1959, 6th edition, 1969.
- (With Irma Richter) Kouroi: Archaic Greek Youths, Oxford University Press, 1942, 3rd edition, Phaidon, 1970.
- Engraved Gems of the Greeks and the Etruscans, Praeger, Volume I, 1968, Volume II, 1971.
- Perspective in Greek and Roman Art, Phaidon, 1970.
- The Sculpture and Sculptors of the Greeks, Yale University Press, 1929, 4th revised edition, 1970.
- The Portraits of the Greeks, three volumes, Phaidon, 1965, supplement, 1972.
- Shapes and Names of Athenian Vases. By Gisela M. A. Richter and Marjorie J. Milne. Plantin, 1935, reprinted, McGrath, 1973.